# E.N.I.
E.N.I.は、クロアチア、リエカ出身のポップ・バンドである。
ユーロビジョン・ソング・コンテストの1993年大会に出場したプット同様に、1997年大会にクロアチア代表として参加するためにプトカジのメンバーの中から結成された。大会では「Probudi Me」を歌い、17位となった。
ユーロビジョンのために結成されたバンドとしては珍しく、その後もクロアチアのポップ・ミュージック界で人気を保ち続け、リエカ出身のロック・ミュージシャンなど多くのほかのアーティストと共演する等、活発に活動を続けている。
2000年のクロアチア議会選挙では、他のロック・ミュージシャンらとともに、クロアチア社会民主党をはじめとする反クロアチア民主同盟の野党連合を支援した。また、2004年のザグレブ・ゲイ・パレードにも参加している。

## メンバー
- エレナ・トマチェク（Elena Tomeček）
- ニコリナ・トムリャノヴィッチ（Nikolina Tomljanović）
- イヴァ・モチボブ（Iva Močibob）
- イヴォナ・マリチッチ（Ivona Maričić）

## アルバム
- 1997年 - Probudi me
- 1998年 - Saten
- 2003年 - Da Capo
- 2007年 - Oči su ti ocean
- 2008年 - Best of E.N.I.